# Юрай Куцка
Юрай Куцка (словац. Juraj Kucka, нар. 26 лютого 1987, Бойниці, Тренчинський край, Словаччина) — словацький футболіст, центральний півзахисник «Слована» (Братислава) та національної збірної Словаччини. На умовах оренди виступає за «Вотфорд».

## Біографія

### Клубна кар'єра
Юрай Куцка розпочав свої футбольні кроки в місцевій команді «Пр'євідза»", та провів там два сезони, але заради професійного футболу перейшов до команди вище класом — «Подбрезова», за яку провів вдалий сезон, а згодом він підписав контракт у 2007 році з командою чемпіоном попереднього сезону Словацької Суперліги — «Ружомберок», в якій провів 1,5 сезони. За порадою фахівців, він в січні 2009 року підписав контракт з титулованою празькою «Спартою», в якій наступного сезону здобув золоті нагороди Першої чеської футбольної ліги.
З 2011 по 2021 рік грав в Італії за клуби «Дженоа», «Мілан» та «Парма», з невеликою перервою на виступи в турецькому «Трабзонспорі».
У сезоні 2021/22 виступав на правах оренди за англійський «Вотфорд», а після вильоту команди з Прем'єр-ліги повернувся на батьківщину, ставши гравцем клубу «Слована» (Братислава), підписавши з діючим чемпіоном дворічну угоду.

### Збірна
Юрай Куцка дебютував за національну команду 19 листопада 2008 року у товариському матчі проти збірної Ліхтенштейну.
У 2010 році Куцка потрапив до складу збірної Словаччини на чемпіонат світу у ПАР, незважаючи на те, що Куцка не грав у жодних матчах кваліфікації. Тим не менш на «мундіалі» Юрай зіграв у трьох матчах. Згодом грав з командою на чемпіонатах Європи 2016 та 2020 років.

## Титули та досягнення
- Чемпіон Чехії (1):

«Спарта»: 2009-10
- Володар Суперкубка Чехії (1):

«Спарта»: 2010
- Володар Суперкубка Італії (1):

«Мілан»: 2016
- Чемпіон Словаччини (3):

«Слован»: 2022-23, 2023-24, 2024-25